# Lord Snow
"Lord Snow"  (em português:  "Lorde Snow") é o terceiro episódio da primeira temporada da série de fantasia medieval Game of Thrones. Elel foi ao ar no dia 1 de maio de 2011. Foi escrito pelos criadores da série, David Benioff e D. B. Weiss, e dirigido por Brian Kirk. A recepção da crítica foi mista, porém a audiência cresceu 10% em relação aos dois primeiros episódios.
O enredo segue sobre o treinamento de Jon Snow na Muralha; a chegada de Lorde Eddard em Porto Real, seguido por Catelyn, procurando por quem tentou matar Bran; Arya revela seu desejo de aprender esgrima; Joffrey recebe uma lição de Cersei sobre como governar o Reino, e Robert sente saudades de suas glórias do passado. Enquanto isso, Daenerys descobre que está grávida. O episódio é o primeiro a ter Margaret John como a Velha Ama, que morreu pouco antes da estréia da série; o episódio é dedicado a sua memória.

## Enredo

### Além do Mar Estreito
Daenerys (Emilia Clarke) começa a ficar confiante em seu novo papel de esposa do Khal, e ganha o respeito do exilado cavaleiro Sor Jorah Mormont (Iain Glen). Porém a relação com seu irmão Viserys (Harry Lloyd) fica tensa quando ele a agride pensando que ela quer lhe dar ordens. Como punição, ele é sufocado e quase morto por um dos companheiros de sangue do Khal, Rakharo (Elyes Gabel), forçando-o a caminhar devolta para o acampamento.
Irri (Amrita Acharia) nota que Daenerys está grávida, e compartilha as notícias com Sor Jorah e Rakharo. Ao invés de ficar feliz, Jorah misteriosamente parte para Qohor querendo suprimentos. Na tenda, Daenerys revela a Drogo (Jason Momoa) que a criança é um menino.

### Em Winterfell
Com Bran (Isaac Hempstead-Wright) agora acordado, a Velha Ama (Margaret John) lhe conta uma história sobre um antigo inverno, onde os Vagantes Brancos surgiram cavalgando cavalos mortos e levantando criaturas horrendas. Sua história é interrompida por Robb (Richard Madden), que tristemente confirma que as lesões de Bran são permanentes, ele nunca mais vai voltar a andar. Bran, não conseguindo se lembrar de sua queda, deseja estar morto.

### Em Porto Real
A corte chega a Porto Real, onde Eddard (Sean Bean) é imediatamente convocado para o "Pequeno Conselho". Em seu caminho para o salão do trono, ele encontra Jaime Lannister (Nikolaj Coster-Waldau), onde é revelado que Jaime matou o antecessor de Robert, o rei louco Aerys Targaryen. Jaime faz Eddard lembrar que foi Aerys que matou seu pai e seu irmão, porém Eddard não considera que essas ações justifiquem a quebra de juramento de Jaime como cavaleiro da Guarda Real.
Mais tarde, ele chega ao encontro do Conselho, consistindo do irmão do Rei, Lorde Renly (Gethin Anthony), o líder da Guarda Real, o espião Varys (Conleth Hill), Grande Meistre Pycelle (Julian Glover) e o Mestre da Moeda, Lorde Petyr "Mindinho" Baelish (Aidan Gillen). Mindinho uma vez duelou com o irmão de Eddard pela mão de Catelyn, e quase admite que ele ainda está apaixonado por ela. Depois de Renly anunciar que Robert (Mark Addy) planeja realizar um grande torneio em honra de Eddard, a nova Mão descobre que o reino está em grande débito, a maior parte para os Lannister.
Enquanto isso, Catelyn chega em segredo a Porto Real, sendo levada por guardas a um bordel propriedade de Mindinho, que diz que a trouxe até lá para mantê-la em segurança e anônima. Varys também está lá, sendo a pessoa que descobriu a chegada de Catelyn. Os três e Sor Rodrik Cassel (Ron Donachie) discutem a tentativa de assassinato de Bran, e Mindinho revela, para o choque de todos, que a adaga usada pelo assassino era dele, porém ele a perdeu para Tyrion Lannister, apostando que Jaime iria vencer o torneio anterior. Baelish arranja um encontro entre Eddard e Catelyn, e Lorde Stark relutantemente toma Mindinho como um aliado que vai ajudá-los a encontrar o atacante de Bran.
Depois de Catelyn deixar a capital, Eddard retorna até seus aposentos para descobrir que suas filhas estão brigando. Arya (Maisie Williams) está furiosa com Sansa (Sophie Turner) por ela ter mentido para proteger Joffrey. Ned lembra a ela que Joffrey é o princípe, e será Rei um dia com Sansa sendo sua esposa. Descobrindo que sua filha mais jovem aspira em ser uma esgrimista, e que ela possui uma espada dada por Jon, ele contrata um "dançarino de água" braavosi, Syrio Forel (Miltos Yerolemou), para ensiná-la a lutar com espadas.

### Na Muralha
Jon Snow (Kit Harington) se junta aos outros recrutas sob a mão firme de Sor Alliser Thorne (Owen Teale), e facilmente derrota todos os seus oponentes. Sor Aliiser deprecia as performances pobres de todos, porém não elogia Jon, chamando-o de "Lorde Snow" para zombar de sua ascendência bastarda, dizendo a ele que "Você é a pessoa menos inútil aqui". Desanimado, Jon pede a Benjen (Joseph Mawle) que o leve para uma patrulha de um mês para além da Muralha, porém seu tio diz não.
Tyrion (Peter Dinklage) diz a Jon que ele não é "melhor" que nenhum de seus novos "irmãos", apenas mais afortunado, já que ele foi treinado por um mestre-em-armas, enquanto todos são orfãos ou criminosos, que provavelmente nunca empunharam uma espada antes. Antes de deixar a muralha, Lorde Comandante Jeor Mormont (James Cosmo) e o velho, e cego, Meistre Aemon (Peter Vaughan) suplicam a Tyrion para que ele peça a sua irmã e cunhado por mais homens para a Patrulha da Noite.

## Produção

### Roteiro
"Lord Snow" foi escrito pelos criadores e produtores executivos da série David Benioff e D. B. Weiss, baseado no romance original escrito por George R. R. Martin. O episódio inclui os capítulos 19–23 e partes do capítulos 24 e 25 (Catelyn IV, Jon III, Eddard IV, Tyrion III, Arya II, Daenerys III e Bran IV).
Os eventos do episódio são fiéis aos do livro. Há algumas diferenças na apresentação, Catelyn e Sor Rodrik chegam a Porto Real pela Estrada do Rei e não por navio, e suas ordens de chegada também são diferentes. Algumas cenas foram criadas especificamente para o episódio, mais notavelmente a conversa entre Joffrey e Cersei sobre o significado de ser Rei, o confronto de Ned e Jaime na salão do trono e a conversa entre o Rei Robert e Sor Barristan. Há também novas cenas para Irri e Rakharo.

### Seleção de elenco
O terceiro episódio introduz muitos novos personagens a história devido a expansão do enredo para as novas locações de Porto Real e a Muralha.
Na capital, os membros do "Pequeno Conselho" são introduzidos. O regular Aidan Gillen assume o papel de Lorde Petyr Baelish, o Mestre de Moedas do Rei, conhecido como "Mindinho". Gethin Anthony interpreta o irmão mais jovem do rei, Lorde Renly Baratheon. Ian McElhinney interpreta Sor Barristan Selmy, o líder da Guarda Real, e o veterano ator Julian Glover foi escalado como Grande Meistre Pycelle depois que o ator Roy Dotrice teve de ser substituído por motivos médicos. O autor George R. R. Martin escreveu sobre a seleção de Conleth Hill como o Mestre de Segredos Varys: "Hill, como Varys, é um camaleão, uma ator que realmente desaparece dentro do personagem que ele interpreta, mais do que capaz para trazer o viscoso e afetado eunuco a vida". Ian McElhinney interpreta Sor Barristan Selmy, o comandante da Guarda Real, e Miltos Yorelemou interpreta o instrutor de esgrima Syrio Forel.
A hierarquia da Muralha é introduzida com James Cosmo como o Lorde Comandante Jeor Mormont, Peter Vaughan como Maestre Aemon, Owen Teale como o treinador dos novos recrutas Sor Alliser Thorne e Francis Magee como o recrutador Yoren.

"Nós ficamos muito tristes ao ouvir do falecimento de Margaret. Ela era uma pessoa calorosa e maravilhosa, e ela foi completamente fantástica em suas cenas com Isaac. Nós gostariamos que ela as tivesse visto ... porém muitas pessoas vão, e elas vão amá-la. Nós sentiremos muito sua falta."

— David Benioff e D. B. Weiss
"Lord Snow" marca a primeira aparição da atriz galesa Margaret John como Velha Ama. Aos 84 anos, Margaret John morreu em 2 de fevereiro de 2011, poucos meses depois de completar as filmagens das cenas de sua personagem em Game of Thrones, que foi seu último trabalho na televisão. Com uma carreira de mais de 50 anos, ela é mais lembrada por seu papel de Doris na série da BBC, Gavin & Stacy. Os produtores executivos e criadores da série, Davis Benioff e D. B. Weiss publicaram uma declaração sobre seu falecimento. O episódio "Lord Snow" é dedicado a ela, com o último crédito sendo "Em memória de Margaret John".
Por último, Robert Sterne, um membro da equipe de seleção de elenco, tem uma ponta como um pajem que intercepta Catelyn quando ela chega a Porto Real. O convidado Gethin Anthony o elogiou por suas habilidades como ator.

### Locações

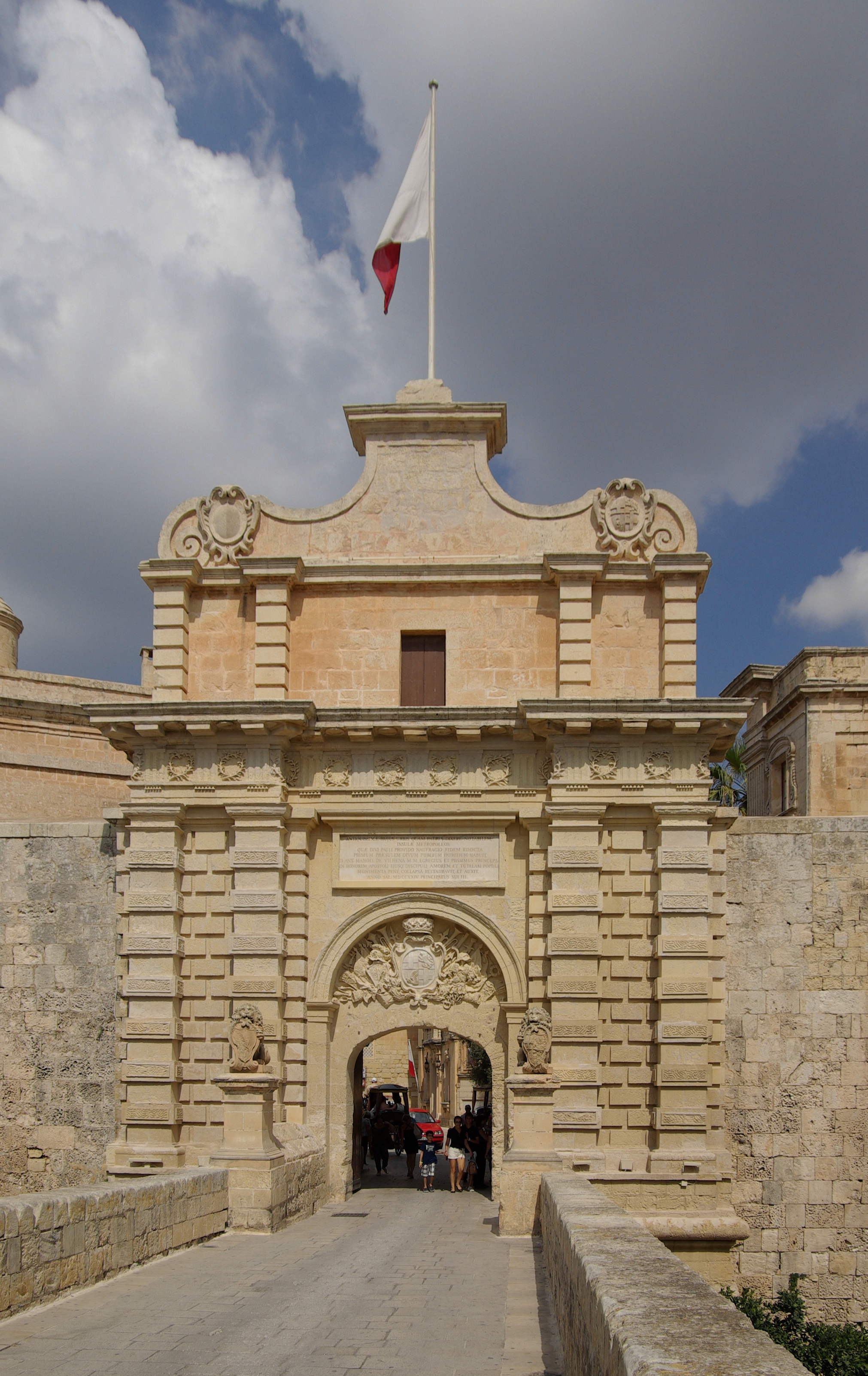
O portão de Mdina serviu como locação para o portão da Fortaleza Vermelha.

Para filmar as cenas da Muralha, a produção construíu um cenário em uma pedreira abandonada em Magheramorne, alguns minutos ao norte de Belfast. O cenário composto (com exteriores e interiores) consistia em uma grande seção do Castelo Negro incluindo o pátio, poleiro dos corvos, o salão das refeições e os alojamentos. A produção usou a grande parede de pedra da pedreira como base da Muralha de gelo que protege os Sete Reinos dos perigos do norte, eles também criaram um verdadeiro elevador para levar os patrulheiros para o topo da Muralha.
Para as ruas de Porto Real, a produção foi para Malta. O portão do Forte de Ricasoli serviu como o Portão do Rei, mostrado no início do episódio quando a comitiva real entre na cidade. A entrada da Fortaleza Vermelha, usada quando Catelyn e Sor Rodrik entram na fortificação, corresponde ao Portão de Mdina.

## Recepção

### Audiência
A primeira exibição de "Lord Snow" atraiu 2.4 milhões de espectadores, que representa um aumento de 10% na audiência em relação aos dois episódios anteriores. Combinado a sua primeira reprise, o episódio atraiu 3.1 milhões de espectadores, números que foram considerados muito bons, especialmente considerando que as notícias da morde de Osama bin Laden foram ao ar na Costa Leste no mesmo horário de exibição do episódio.

### Crítica
A maioria dos críticos deram a "Lord Snow" uma resenha positiva, muitos sugeriram que o episódio sofreu por ter de apresentar muitos novos personagens e locações. Mesmo assim, apesar de ter vários bons momentos, achou-se que era uma coleção de cenas pouco conectadas que não se construiam até um clímax. Myles McNutt escreveu para a Cultural Learnings que "talvez o mais desinteressante episódio dos seis primeiros", apesar dele ter destacado que "dificilmente um episódio ruim de televisão, cheio de sequências satisfatorias que capturaram muitos dos temas da série" e adicionou que muitas das questões introduzidas nesse episódio terão consequência nos episódios futuros. James Hibberd, da Entertainment Weekly, também achou que esse era seu episódio menos favorito dos seis primeiros, devido ao grande desenvolvimento de personagens. Entretanto, Alan Sepiwall da HitFix, gostou da "qualidade mais desconexa de 'Lord Snow'", e apesar de admitir que era grande a exposição, ele achou que funcionava "porque as histórias estão sendo contadas com tanta paixão".
Algumas cenas foram muito elogiadas pelos críticos. A cena final de Arya tendo sua primeira aula com Syrio Forel foi destacada. Maureen Ryan da TV Squad afirmou que essa era sua cena favorita até o momento, e James Hibberd ressaltou a qualidade dos atores mirins na série, dizendo que Maisie Williams dominou seu papel nesse episódio. Outras cenas elogiadas estão o diálogo entre Ned e Arya, o Rei Robert lembrando com a Guarda Real suas primeiras batalhas e Eddard descobrindo a situação das finanças do Reino na primeira seção do Pequeno Conselho com a nova Mão.